# TruTV
A truTV egy amerikai televíziós csatorna, melynek tulajdonosa a Warner Bros. Discovery. A csatorna 1991-ben indult Court TV néven. 2008 óta truTV-nek hívják. Vígjátéksorozatokat és valóságshow-kat sugároz.
1991-ben indult Court TV néven. Ekkor még bűnügyi témájú műsorokat vetített: dokumentumfilmeket, drámasorozatokat és jelentős bűnügyi eseményekről számolt be. A csatorna eredetileg a Time Warner, az American Lawyer Media, a Cablevision és az NBC közös vállalata volt. A Liberty Media később csatlakozott a vállalkozáshoz.
2005-ben a Liberty Media és a Time Warner megvásárolta az ALM, a Cablevision és az NBC részesedését a csatornában. A Time Warner 2006-ban 735 millió dollárért megvásárolta a Liberty részesedését, és a Turner Broadcasting System egyik leányvállalata lett. 2008-ban vette fel a TruTV nevet. Ekkor kezdett valóságshow-kat vetíteni. A csatorna a továbbiakban is beszámolt a jogi eseményekről az In Session név alatt, de ez 2013 szeptemberében megszűnt.
2011-ben sportközvetítéseket adott a műsorkínálatához. 2014-ben profilt váltott: egyre több vígjáték-alapú valóságshow-t kezdett sugározni, például az Impractical Jokers-t.
2016. januári adatok alapján körülbelül 91 millió amerikai háztartásban volt elérhető a TruTV.